# Интермодални транспорт
Интермодални транспорт је систем који подразумева превоз “од врата до врата” под одговорношћу једног превозника тј. оператора интермодалног транспорта, уз учешће најмање два вида транспорта (у превозу терета без промене товарно манипулативне јединице).
С обзиром да је концепт интермодалности већински везан за превоз робе у даљем тексту ће пажња бити посвећена теретном интермодалним транспорту. Дефиниције које су у вези са појмом и дефиницијом интермодалног транспорта су:
Комбиновани транспорт је интермодални транспорт код кога се највећи део транспортног пута реализује железничким или водним превозом, а почетнозавршне операције се обављају применом друмских транспортних средстава.
Интегрални транспорт је појам који је прихваћен и био у употреби у Југославији неколико деценија. Поред транспорта контејнера, делова возила или комплетних возила једног вида транспорта (друмског, железничког, водног) другим видом транспорта, обухвата и примену палетних система.

## Историја
Узроци настанка и развоја интермодалног транспорта су:
- боље искоришћење предности видова превоза (коришћење оног вида превоза који је по својим експлоатационо- техничким одликама најпогоднији за конкретан транспортни захтев);
- потреба за повезивањем великог броја просторно распрострањених пошиљаоца и примаоце робе;
- великих трошкова транспорта по јединици појединих видова транспорта (друмски, ваздушни.

Традиционално “такмичење” између различитих видова саобраћаја има за последицу саобраћајни систем који је сегментиран и неинтегрисан. Сваки од видова саобраћаја настоји да искористи сопствене предности у категоријама трошкова, услуга, поузданости и сигурности, а често у супротности са његовим експлоатационо техничким одликама. Неретко је случај да се транспортни захтеви који одговарају једном виду превоза (нпр. масовни превоз терета железницом) реализују другим видом (друмски превоз). Додатно, учесници различитих видова саобраћаја своју конкуренцију посматрају са сумњом и неповерењем, што резултује недовољном сарадњом видова превоза у току једног транспортног ланца. Недостатак интеграције између различитих видова саобраћаја је наглашен кроз државну политику која често не дозвољава компанијама једног вида да поседују предузећа и у другим видовима саобраћаја (као што је било у САД пре дерегулације), или ставља одређени вид саобраћаја под директну државну монополистичку контролу (у Европи).
Интеграција саобраћаја у јединствени функционалан систем, нова начела поделе рада између саобраћајних средстава и настојања да различита средства развијају међусобну сарадњу у јединственом превозном току од полазне до завршне тачке путовања терета, путника и порука, довели су до крупних промена у ставовима према неким деловима превозног процеса и у техничким средствима неопходним за реализацију ових процеса. Проблем времена и трошкова претовара, по ранијим схватањима, најефикасније се решава избегавањем претовара када год је то могуће: када се не прелази са водног на копнени пут или обратно; када се не прелази са дела пута на коме постоји само пруга на део на коме постоји само друм и обратно; итд.
Новија, системска схватања не посматрају претовар самостално него као саставни део целокупног транспортног ланца, а време и трошкове претовара као саставни део укупног времена и трошкова превоза. Ако се, повећањем броја претоварних операција постигне да се на свакој деоници пута користи превозно средство које је најјефтиније и најефикасније за ту деоницу и тиме скрати укупно време путовања и снизе укупни трошкови превоза, могу се постићи већи ефекти него избегавањем претовара. Наравно, овакав укупан биланс је могу само ако је сам претовар довољно брз и јефтин.

## Интермодални транспортни ланац
Транспортни системи који обухватају више видова саобраћаја могу се разматрати из две различите концепцијске перспективе и то: 
- Интермодална транспортна мрежа – логистички повезан систем који користи два или више видова саобраћаја. Ови видови саобраћаја имају заједничке карактеристике руковања теретом или преусмеравања путника (преседање) приликом премештања са једног на други вид за време трајања превоза од полазишта до одредишта.
- Мултимодална транспортна мрежа – сви видови саобраћаја повезују полазишта и одредишта. Иако је могућ интермодални транспорт, он не мора нужно да се дешава.

На Слици 1. су приказане две алтернативе дистрибуције терета. На левој страни је приказана стандардна од тачке до тачке мултимодална мрежа где су полазишта (А, Б и Ц) независно једна од друге повезане са долазиштима (Д, Е и Ф). У овом случају су коришћена два вида саобраћаја и то друмски и железнички. На десној страни је приказана интермодална интегрисана мрежа. У овом случају терет, који треба да се достави из тачака А, Б и Ц у тачке Д, Е и Ф, се претходно доставља у железнички терминал где се врши његов претовар и консолидација. После тога се терет железницом транспортује до новог железничког терминала (који се налази у близини тачака Д, Е и Ф), где се даље роба поново претовара и отпрема у долазишта Д, Е и Ф. Ефикасност овакве мреже највише зависи од могућности претовара у транспортним терминалима.
Ограничења интермодалности потичу од фактора као што су: простор, време, вид саобраћаја, изглед мреже, број чворова и веза, тип и карактеристика возила и терминала. Интермодалност се може схватити као промена са једног вида на други вид саобраћаја. Фактори који утичу на организацију интермодалности су:
- особине и количина робе која се транспортује;
- вид саобраћаја који се користи;
- полазиште и одредиште;
- трошкови и време трајања транспорта;
- вредност робе и учесталост превоза.

У последњих четрдесет година велики напори су уложени да се кроз интермодализам интегришу (сједине) раздвојени транспортни системи. Дакле, у интермодалном транспортном ланцу се користе најмање два различита вида саобраћаја на путовању од полазишта до одредишта.
Интермодални транспортни ланац подразумева четири основна процеса и то:
- Спајање - је процес сакупљања и консолидације терета на терминалима. Терминал се налази на месту спајања локалног и регионалног система дистрибуције и на месту спајања националног и интернационалног система дистрибуције. Најбоље би било да терет од добављача стиже у дистрибутивни центар сједињен и консолидован. За обављање овог процеса најбоље је користити друмски транспорт јер је флексибилан и најподеснији је за пружање “од-врата-до-врата” услуге. Процес спајања, такође, укључује активности које су блиско повезане са производном функцијом, а то су паковање и складиштење.
- Повезивање – представља консолидовани саобраћајни ток (теретни воз, контејнерски брод или чак камионски конвој) између најмање два терминала, који се одвија на подручју националног или интернационалног система дистрибуције терета.
- Промена вида саобраћаја - је најбитнији процес у интермодалном транспортном ланцу. Овај процес се одвија у терминалима. Терминали обезбеђују ефикасан континуитет унутар транспортног ланца.
- Раздвајање - Терет који је стигао у терминал који се налази у близини његовог одредишта треба да се растави и пренесе у локални, односно регионални, систем дистрибуције. Овај процес је повезан са потрошњом, и претежно се реализује у градским зонама.

Велики интегрисани транспортни превозиоци пружају услугу “од-врата-до-врата”, тако да корисници не морају да се брину како ће терет стићи на одређену дестинацију. Коришћени вид саобраћаја и изабрана рута није више тренутна брига, већ су битни трошкови и ниво услуге. Ове чињенице производе парадокс да за кориснике интермодалних услуга географски простор постаје небитан; али за носиоце интермодалне услуге приликом одређивања руте, трошкова, фреквенције услуга географски простор је од великог значаја.
Мултимодални транспортни систем интегрише различита географска подручја. Са развојем видова саобраћаја и интермодалне инфраструктуре, мењањем параметара регионалног транспорта, повећава се и могућност приступања регионалног подручја интернационалном тржишту. На слици су приказана кретања између мултимодалних транспортних система на различитим нивоима, од државног до локалног нивоа (град, место, насеље).
У зависности од географског подручја који се посматра, токови се уређују на различите начине. На локалном нивоу они се уређују помоћу дистрибутивних центара обично састављених од појединачних транспортних терминала, док се на нивоу државе регулишу помоћу концентрационих тачака састављених од најважнијих транспортних терминала са сличним активностима. Регионална мултимодална мрежа конвергира ка главним концентрационим тачкама допуштају и повезивање са интернационалним транспортним системом помоћу поморско/копнене везе. Лучки градови су главни извршилац ове функције.

## Унапређење претовара
Под претоваром робе се подразумева утовар робе на превозно средство, истовар робе са превозног средства и директан претовар са једног превозног средства на друго. У ширем смислу, у претовар робе укључује се и премештање робе у складиштима због увиња, паковања и др. Интермодалност омогућава уштеду у транспортном систему где су поједини видови саобраћаја искоришћени на најпродуктивнији начин. Усавршене технике премештања терета са једног на други вид саобраћаја су олакшале интермодални претовар. Поред аутоматизације и механизације претовара важно унапређење у контексту интермодалности је и прилагођавање терета претоварној механизацији. Промена вида транспорта у оквиру интермодалног транспортног ланца захтева да терет буде прилагођен како механизацији на различитим транспортним терминалима, тако и товарном простору различитих превозних средстава. Основни циљ је да ефикасност превоза “од-врата-до-врата” не буде угрожена временским губицима у преласку са једног на други вид превоза (претовару).
Најважније технике које су унапредиле претовар у интермодалном и транспорту уопште су:
- палетизација
- контејнеризација
- технике комбиновања видова превоза (саобраћајна средства за превоз других саобраћајних средстава)

### Палетизација
Палетизација је начин укрупњавања јединица манипулисања робом у претовару и превозу. Палета омогућава да се уместо манипулисања (претовара, превоза, складиштења)са сваком појединачном врећом, сандуком, буретом и сл, манипулише се групом ових предмета одједном. Палета је товарна подлога која се углавном састоји од два пода раздвојена међуподницима или једног пода ослоњеног на ножице, висине сведене на минимум, тако да се њоме лако рукује виљушком виљушкара или палетним колицима.
Постоје разне врсте палета: равне, сандучасте (бокс–палете) и стубне; једноулазне, двоулазне и четвороулазне палете; дрвене (најчешће), металне, пластичне, картонске и др. палете; палете разних димензија и носивости; замењиве палете које се користе више пута и незаменљиве које као саставни део амбалаже остају са робом; итд. Заједничко свим врстама палета јесте да се на њих може натоварити већи број сандука, врећа, буради, цигала или неких других комада терета. Палете се, по правилу, товаре на месту производње и тако натоварене преносе се у фабричко складиште, тамо чувају колико је потребно, износе из складишта, утоварују у превозно средство, претоварују у друго (треће...) превозно средство, превозе, истоварују на коначном месту потрошње, или у продавници, где се терет слаже у рафове (гондоле) или продаје директно са палете. Саставни део палетног система су и одговарају и претоварни уређаји: виљушкари, који могу бити на ручни (хидраулични) или моторни (електромоторни, бензински, дизел) погон.

Палете су, пре свега, саставни део амбалаже која путује са робом. Већина аутора заступа мишљење да је палета истовремено и саобраћајно средство, будући да се терет товари на палету, те се на њој и превози. Полемика на тему: да ли је палета претежно саставни део амбалаже или претежно саобраћајно средство? – а она је свакако и једно и друго – изазвана је чињеницом да је један део палета својина власника робе која се на њој превози (индустрије, трговине) а други део својина саобраћајних предузећа (углавном железнице).

### Контејнеризација
Контејнер је – најуопштеније – велики суд, сандук или сличан предмет у који се терет, претходно палетизован или не, може утоварити (спаковати) ради превоза и који се може користити више пута. Контејнери се пуне у полазним тачкама превозног пута, у самим халама произвођача или у посебно организованим и опремљеним контејнерским терминалима, утоварују у једна превозна средства, претоварују у друга превозна средства и превозе до коначног одредишта – хале потрошача (делова, склопова), магацина велетрговине или њима најближег контејнерског терминала. У превозу и претовару, дакле, не појављује се роба, него цео контејнер. Осим превозних средстава, контејнери, нарочито велики, траже и специјалне претоварне уређаје: стабилне или мобилне дизалице којима могу бити опремљени крајњи корисници: пошиљаоци или примаоци контејнеризованог терета или крупни контејнерски терминали у којима се врши: утовар–истовар робе у (из) контејнера; утовар–истовар контејнера на (са) превозних средстава; претовар контејнера са једног на друго превозно средство. Контејнерски превоз је знатно ефикаснији од класичног; терет је боље заштићен, те су оштећења мања; пошиљке су, независно од различитих садржаја унутар контејнера, једнообразне; итд.
Контејнер је транспортно-манипулативна јединица која се може користити у различитим видовима превоза (водном, железничком, друмском, ваздушном). Употребом контејнера се повећава комплементарност различитих видова превоза и поспешује њихова сарадња у транспортном ланцу кроз лакше кретање и стандардизацију терета. Постоје разне врсте контејнера: метални (најчешће), дрвени, пластични, гумени; чврсти, еластични; несклопиви, склопиви; правоугаони (најчешће), цилиндрични, лоптасти и др; мали (1–3 m³), средњи (3–10 m³ ) и велики (преко 10 m³ ); универзални.
Препоручена величина контејнера је 20-стопни контејнер (Twenty-foot Equivalent Unit -TEU). Контејнер од1 ТЕУ је висок 2,5 m, широк 2,4 метра и дуг 6 m (20 стопа). Генерално дужина контејнера варира између 1,5 и 18 m, али најчешће коришћен контејнер је дугачак 40 стопа (12 m). Овај контејнер просечно носи око 22 тоне терета. TEU представља референтну јединицу контејнерског транспорта.
Контејнери су направљени или од челика или од алуминијума и њихова структура обезбеђује флексибилност и отпорност. Сваке године се произведе око 1,5 милиона TEU контејнера. Према подацима из 2002. године у свету је постојало 15,9 милиона ТЕУ контејнера (од чега је 15.1 милион контејнера коришћено у поморском транспорту). Према подацима из исте године стандардни трошкови једног 20-стопног контејнера су 2000$, а једног 40-стопног контејнера 4000$.

## Саобраћајна средства за превоз саобраћајних средстава
У савременим условима рационализације транспорта овај појам (комбиновани превоз возило на возило) добија други значај и односи се на превоз возила натоварених робом, возилима или пловилима друге гране саобраћаја. При томе је суштинско питање врста комбинације, односно на који начин се овакав транспорт обавља, којим средствима и како се врши премештање робне јединице коју чини роба заједно и возилом, с једне гране саобраћаја на другу. "Врсте комбинација" су свакако разноврсне: друмска возила на шинским или водним; шинска возила на друмским; мањи речни бродови на (у) поморским бродовима; итд.

ПРЕВОЗ НАТОВАРЕНИХ ДРУМСКИХ ВОЗИЛА ЖЕЛЕЗНИЧКИМ ВАГОНИМА-Општи назив је „piggy-back“ систем, и има велики број варијанти. Основне предности ових система су у томе што се утовар друмских возних јединица, најчешће полуприколица, врши хоризонтално а не вертикално као код контејнера (а познато је да је "вертикални транспорт скупљи од хоризонталног"). Недостатак може бити у томе што се натовареним полуприколицама на железничку платформу може прећи дозвољена висина возила на железници (тунели, тролна мрежа...). Коришћење нижих друмских возила би значило смањење капацитета целог система, па се прибегава конструкцији железничких вагона са врло ниским платформама или са удубљењима у која стају точкови полуприколице. Трећа варијанта су полуприколице са демонтажним точковима, при чему се полуприколица, за време путовања железницом, практично претвара у контејнер.
ПРЕВОЗ ЖЕЛЕЗНИЧКИХ ВАГОНА ДРУМСКИМ ПЛАТФОРМАМА-Користи се, претежно, на краћим релацијама да би се омогућио истовар железничких вагона код крајњег корисника који нема индустријски колосек.
ПРЕВОЗ НАТОВАРЕНИХ ДРУМСКИХ ВОЗИЛА БРОДОВИМА-Поред бродова за превоз контејнера или друмских полуприколица(fichy – back sistem) код којих се примењује Lo – Lo технологија, посебно се развија превоз комплетних друмских возила свих врста по Ro – Ro технологији. Савремени Roll–on/Roll–off бродови развили су се од некадашњих трајеката, али за разлику од својих малих предака који су имали по једну улазну рампу, имају већи број ширих врата кроз која се истовремено може вршити утовар и истовар, као и више палуба (обично три). Посебна врста Ro–Ro бродова са железничким шинама оспособљена је за превоз железничких композиција. Граде се и користе и комбиновани бродови у различитим варијантама: превоз контејнера и Ro–Ro јединица, железничких композиција и друмских возила и сл.

ПРЕВОЗ НАТОВАРЕНИХ РЕЧНИХ ПЛОВИЛА МОРСКИМ БРОДОВИМА-Најпознатији је LASH систем (eng. Lighter Aboard Ship) који се састоји од матичног поморског брода (носивости до 45.000 DWT) и до 50–60 натоварених речних тегљеница или потисница (баржи) носивости до 500 t. Терет у тегљеницама може бити расут, палетизован или контејнеризован. Када речни тегљач (гурач) допреми тегљенице (потиснице) до морске луке, брод матица их својом дизалицом утоварује на себе, превози до завршне тачке поморског пута и истоварује- на једном или више места– одакле настављају реком до крајњег одредишта.

## Видови саобраћаја и трошкови интермодалног транспорта
Трошкови транспорта узимају учешће и до 20% од укупне цене производа. Различити видови саобраћаја имају и различите везе са простором.
 Који ћемо вид саобраћаја изабрати да би путнике или терет превезли од једног до другог места зависи од низа фактора као што су врста робе, расположива инфраструктура, место поласка и доласка, технологија, и посебно растојања која треба да се пређу. Набројани фактори заједно дефинишу трошкове транспорта. Из везе која постоји изме у транспортних трошкова, растојања и вида саобраћаја који се користи, могуће је грубо апроксимирати растојања за која су погодни различити видови превоза у теретном саобраћају. Друмски транспорт је погодан на краћим релацијама (за растојања до 500-750 km), железнички транспорт на средњим релацијама (до 1500 km), а поморски транспорт на дугим релацијама (преко 1500 km).
Различити видови саобраћаја имају и различите функције трошкова. Друм, железница и поморски транспорт, као што је на Графикону 1. приказано, имају респективно Ц1, Ц2 i Ц3 функције трошкова. Друмски саобраћај има нижу функцију трошкова, за краћа растојања, него железнички и поморски саобраћај. На интервалу између тачака Д1 i Д2 најмањи су трошкови транспорта железничког саобраћаја, а после тачке Д2 највише предности пружа коришћење поморског саобраћаја. Тачка Д1 се обично налази између 500 и 750 km од места поласка, док се Д2 налази на око 1500 km.
Са аспекта капацитета (у TEU јединицама) погодности појединих видова превоза су:
- Камион: 1-4 TEU
- Железничка композиција: oko 60 TEU
- Брод: >6000 TEU

У зависности од географских карактеристика бира се и вид саобраћаја, а с обзиром на чињеницу да је развијена мрежа друмских саобраћајница и да овакав вид саобраћаја најмање зависи од географских карактеристика у порасту је и његова употреба, па чак и на дугим релацијама. Који ће вид саобраћаја бити коришћен зависи и од државне политике. У Европи се тежи преусмеравању робних токова са друмског на неки други вид саобраћаја (на пример у Швајцарској се сав терет, који пролази кроз државу, мора транспортовати железницом да би се смањило загађење ваздуха у алпским долинама). Европска унија покушава да унапреди интермодалне алтернативе улажу и у железницу и њену инфраструктуру, истовремено повећавају и накнаду за коришћења друмских саобраћајница.
 Такмичење између различитих видова саобраћаја донело је знатне промене дужина превоза терета. На Графикону 3. приказане су просечне релације превожења терета употребом различитих превозних средстава у САД од 1960 до 2000 године.
У зависности од географских карактеристика бира се и вид саобраћаја, а с обзиром на чињеницу да је развијена мрежа друмских саобраћајница и да овакав вид саобраћаја најмање зависи од географских карактеристика у порасту је и његова употреба, па чак и на дугим релацијама. Који ће вид саобраћаја бити коришћен зависи и од државне политике. У Европи се тежи преусмеравању робних токова са друмског на неки други вид саобраћаја (на пример у Швајцарској се сав терет, који пролази кроз државу, мора транспортовати железницом да би се смањило загађење ваздуха у алпским долинама). Европска унија покушава да унапреди интермодалне алтернативе улажу и у железницу и њену инфраструктуру, истовремено повећавају и накнаду за коришћења друмских саобраћајница. Такмичење између различитих видова саобраћаја донело је знатне промене дужина превоза терета. На Графикону 2. приказане су просечне релације превожења терета употребом различитих превозних средстава у САД од 1960 до 2000 године.

Трошкови интермодалног транспорта укључују неколико типова транспортних трошкова који се јављају приликом слања терета од полазишта до долазишта, а зависе од вида превоза који се користи, претовара са једног вида превоза на други и активности у складиштењу. (Графикон 3.)
Трошкови интермодалног транспорта између полазишта и одредишта се састоје од:
- трошкова спајања терета- C(cp)
- трошкова превоза од и до места промене вида превоза- C(cn)
- трошкова претовара са једног на други вид превоза-C(I)
- трошкова раздвајања терета у долазишту- C(dc).

Као што је већ наглашено, употребом контејнера остварују се уштеде у поморском и копненом транспорту, али и у претовару. Што су већи бродови (тј. што им је већи капацитет) које поседују поморске компаније за превоз контејнера, то су и нижи трошкови по TEU. Иако постоји тренд повећања величине бродова да би се смањили трошкови по TEU, ово повећање може довести до повећања трошкова у другим компонентама контејнерског превоза (нпр. већи бродови захтевају и веће луке, већа количина контејнера захтева и адекватну претоварну опрему итд.). Исти принципи важе и за копнени транспорт, где загушења саобраћаја проузрокују додатне трошкове. (Графикон 4.)

Бројна техничка побољшања у области речно/ поморског превоза и боље интеграције између друма и железнице су довели до смањења трошкова претовара, али контејнеризацијом су до сада забележена највећа достигнућа. Укупни трошкови у поморском и копненом транспорту поред трошкова превоза укључују и трошкове претовара терета. Док су поморским компанијама које се баве превозом контејнера потребни већи бродови, претоварни и копнени дистрибутивни системи покушавају да изађу на крај са повећаном количином контејнера. Технолошка достигнућа и побољшавање инфраструктуре битно утичу на реализацију транспортног ланца између полазишта(P) и одредишта(D). Једно решење достигнуће је речно/ поморски саобраћај. (Слика 4)

## Закључак
Заједничка основа свих ових ставова и техничких решења јесте омогућавање што лакше промене превозног средства, односно што лакши прелазак са једне на другу врсту превозних путева. У теретном саобраћају, то значи олакшавање претовара. Утовар и истовар саставни су делови превозног процеса од кад он постоји. При промени врсте пута или карактеристика захтева за превозом потребно је извршити и претовар са једног на друго превозно средство. Претовар, уопште, захтева одређено време и изазива одређене трошкове.